# (9026) Denevi
Pour les articles homonymes, voir Denevi.
(9026) Denevi est un astéroïde de la ceinture principale.

## Description
(9026) Denevi est un astéroïde de la ceinture principale. Il fut découvert le 16 septembre 1988 au Cerro Tololo par Schelte J. Bus. Il présente une orbite caractérisée par un demi-grand axe de 3,17 UA, une excentricité de 0,15 et une inclinaison de 2,2° par rapport à l'écliptique.

## Compléments